# العجز الجنسي التالي لاستخدام مثبطات استرداد السيروتونين الانتقائية
العجز الجنسي التالي لاستخدام مثبطات استرداد السيروتونين الانتقائية، المعروف أيضًا باسم متلازمة ما بعد مثبطات استرداد السيروتونين الانتقائية، اضطراب يعاني فيه الأشخاص الذين عولجوا بمثبطات استرداد السيروتونين الانتقائية أو أدوية أخرى مثبطة لاسترداد السيروتونين من تغيرات مستمرة في الوظيفة الجنسية لفترة طويلة (ثلاثة إلى ستة أشهر على الأقل، وقد تستمر لسنوات أو عقود أو إلى أجل غير مسمى) بعد التوقف عن تناول الدواء. رغم أن الحالة ترتبط بشكل شائع بمثبطات استرداد السيروتونين، أُبلغ أيضًا عن متلازمات مماثلة أو متطابقة بعد التوقف عن تناول مجموعة متنوعة من الأدوية غير مثبطات استرداد السيروتونين.
ذُكر الاضطراب رسميًا لأول مرة في الأدبيات الطبية في عام 2006، وقد أدت مجموعة متزايدة من الأدلة إلى حصول بّي إس إس دي على الاعتراف البطيء من قبل الباحثين والمهنيين الطبيين كحالة مرضية سريرية متميزة عن متلازمة الانقطاع عن مضادات الاكتئاب والاضطراب الاكتئابي. تشمل الأعراض المبلغ عنها لبّي إس إس دي عادةً انخفاض القدرة على الشعور بالرغبة الجنسية أو الاستثارة، والعنانة المستمرة لدى الذكور أو نقصان ترطيب المهبل عند الإناث، وعدم القدرة على بلوغ هزة الجماع أو فقدان الإحساس الممتع المرتبط بها وضعف حساسية الأعضاء التناسلية أو مناطق الشهوة الجنسية. أُبلغ أيضًا عن أعراض أخرى غير جنسية بشكل شائع، بما في ذلك تبلد المشاعر وانعدام التلذذ وتبدد الشخصية أو تبدد الواقع والقصور الإدراكي. أُبلغ عن هذه الأعراض من قبل الأفراد المصابين ببّي إس إس دي من مجموعات مختلفة وبدرجات متفاوتة من الشدة. تبين أن هذا الاضطراب يخل بنوعية حياة المريض إلى درجة كبرى بشكل عام.
لا يوجد حاليًا إجماع طبي حول كيفية علاج بّي إس إس دي بشكل فعال. حتى الآن، تبقى الآلية التي يمكن من خلالها أن تحفز مثبطات استرداد السيروتونين حدوث بّي إس إس دي غير معروفة، كما هي الآلية الدقيقة التي تسبب بها مثبطات استرداد السيروتونين العجز الجنسي لدى العديد من المرضى الذين يتناولون الدواء. لم يتضح مدى شيوع المشكلة بين الأفراد الذين توقفوا عن تناول مثبطات استرداد السيروتونين الانتقائية، أو ماهية عوامل الخطر لحدوث هذه المشكلة. تشبه أعراض بّي إس إس دي إلى حد كبير أعراض متلازمة ما بعد فيناستيريد والعجز الجنسي ما بعد آيزوتريتينوين/متلازمة ما بعد أكيوتان، وهما حالتان علاجيتا المنشأ غير مفهومتين جيدًا تشتركان مع بّي إس إس دي في السبب، رغم أن كل حالة منها تنتج عن نوع مختلف من الأدوية.

## الأعراض والتشخيص
وفقًا لمعايير التشخيص التي طرحها ديفيد هيلي وآخرون في عام 2022، يتطلب تشخيص بّي إس إس دي أن يكون الشخص قد سبق له تناول مثبطات استرداد السيروتونين الانتقائية أو أحد مثبطات استرداد السيروتونين الأخرى، وقد عانى من أعراض جديدة (أي غير موجودة قبل بدء العلاج بمثبطات استرداد السيروتونين) من العجز الجنسي لمدة ثلاثة أشهر على الأقل بعد آخر جرعة من مثبط استرداد السيروتونين؛ اقترح آخرون أن أعراض العجز الجنسي تستمر لستة أشهر على الأقل بعد توقف مثبطات استرداد السيروتونين. يجب مراعاة الأسباب المحتملة الأخرى للعجز الجنسي واستبعادها قبل إجراء التشخيص.
أُبلغ عن الأعراض التالية المرتبطة ببّي إس إس دي:
- العنانة
- نقصان الترطيب المهبلي
- تنميل في الأعضاء التناسلية/انخفاض حساسية الأعضاء التناسلية (خدر الأعضاء التناسلية)
- عدم القدرة على بلوغ هزة الجماع (فقد الإرجاز)
- انخفاض المتعة المرتبطة بهزة الجماع
- القذف المبكر
- انخفاض الرغبة الجنسية/الدافع الجنسي
- انخفاض القدرة على الاستثارة الجنسية
- صغر حجم القضيب أو الخصية
- تغييرات في الدورة الشهرية
- ألم الخصية
- نقص كمية/جودة السائل المنوي
- انعدام التلذذ
- تبلد/خدر عاطفي
- صعوبة في التفكير أو التركيز («ضبابية الدماغ»)
- مشاكل في الذاكرة والاسترجاع
- فقدان القدرة على البكاء
- تبدد الشخصية
- تبدد الواقع
- ضعف قاع الحوض

- التهاب المثانة الخلالي/متلازمة المثانة المؤلمة، وغالبًا ما تُشخص كعدوى متكررة في المسالك البولية عند الإناث أو التهاب البروستات المتكرر عند الذكور

في كثير من الحالات، أفاد مرضى بّي إس إس دي أن أعراضهم تتحسن بشكل عابر لفترات قصيرة (لا تتجاوز يومًا أو يومين عادةً) قبل العودة إلى حالتهم السابقة. أُشير إلى هذه الظاهرة باسم «النوافذ والأمواج» من قبل مرضى بّي إس إس دي.

### مدة الأعراض
يبدو أن طول الفترة الزمنية التي تستمر خلالها أعراض بّي إس إس دي تختلف ما بين المرضى، إذ تزول بعض الحالات في غضون أشهر وتستمر بعضها الأخرى لسنوات أو حتى عقود؛ أدرج تحليل لتقارير المرضى في هولندا المقدمة بين عامي 1992 و2021 حالة أفادت أنها استمرت لمدة 23 عامًا.

## الانتشار والمخاطر

### الأدوية المعروفة بأنها تسبب بّي إس إس دي
رغم أن بّي إس إس دي تحدث بشكل أكثر شيوعًا بعد التوقف عن تناول مثبطات استرداد السيروتونين الانتقائية، أُبلغ أيضًا عن حالات تلت استخدام مثبطات استرداد السيروتونين-نورإبنفرين، ومضادات الاكتئاب ثلاثية الحلقات المثبطة لاسترداد السيروتونين، ومضادات الاكتئاب غير النمطية مثل ميرتازابين، ومضادات الهيستامين المثبطة لاسترداد السيروتونين، والتتراسيكلينات مثل دوكسيسايكلين، ومسكنات الألم مثل ترامادول، ومضادات الذهان مثل أريبيبرازول. 
سُجلت الأدوية التالية كونها تسبب بّي إس إس دي لدى بعض مستخدميها:

### مثبطات استرداد السيروتونين الانتقائية
- سيرترالين (زولوفت)
- سيتالوبرام (سيبراميل/سيليكسا)
- إسيتالوبرام (ليكسابرو)
- باروكسيتين (باكسيل/سيروكسات)
- فلوفوكسامين (لوفوكس/فافيرين)
- فلوكسيتين (بروزاك/سارافيم)

### مثبطات استرداد السيروتونين-نورإبنفرين
- فورشوكستين (ترينتيلكس)
- فنلافاكسين (إيفكسور)
- ديسفنلافاكسين (بريستيك)
- دولوكسيتين (سيمبالتا)
- أتوموكسيتين (ستراتيرا)
- ليفوميلناسيبران (فيتزيما)

### أدوية أخرى
- دوكسيسايكلين
- ترامادول
- ميرتازابين
- بوبروبيون
- أريبيبرازول

## تواتر حدوث بّي إس إس دي
نظرًا لعدم وجود دراسات واسعة النطاق ومنضبطة جيدًا، لا توجد حاليًا تقديرات موثوقة لعدد الأفراد في جميع أنحاء العالم الذين يعانون من بّي إس إس دي، ولا لعدد مستخدمي مثبطات استرداد السيروتونين الذين عانوا من بّي إس إس دي بعد إيقاف الدواء. يُفترض عمومًا أن الإبلاغ عن هذه الحالة محدود، ربما بسبب التشخيص الخاطئ، أو عدم معرفة الحالة من قبل العديد من الممارسين الطبيين، أو عدم رغبة المرضى في الإبلاغ عن الأعراض بسبب وصمة العار الاجتماعية السائدة المحيطة بالعجز الجنسي.
أظهرت البيانات التي صدرت في عام 2021 بموجب قانون حرية المعلومات في المملكة المتحدة من قبل الوكالة التنظيمية للأدوية ومنتجات الرعاية الصحية أنه ضمن إجمالي 1,654 حالة من الآثار الضائرة لمثبطات استرداد السيروتونين الانتقائية، في 1,069 حالة، لم يستمر رد الفعل بعد سحب الدواء، وفي 225 حالة، استمر رد الفعل بعد سحب الدواء مع عدم تحديد وقت الشفاء، وفي 144 حالة، استمر رد الفعل بعد سحب الدواء مع تحديد وقت الشفاء.
ذكرت مراجعة استعادية نشرت في مجلة ذا جورنال أوف يورولوجي في عام 2020 أنه بين عامي 2009 و2019، استوفى 4% من المرضى الذكور الذين قُيمت حالتهم في المراجعة (43 مريضًا إجماليًا) معايير بّي إس إس دي، إذ عانوا من أعراض العجز الجنسي لفترة أطول من 6 أشهر بعد إيقاف العلاج بمثبطات استرداد السيروتونين الانتقائية.